# 科利尔奖
罗伯特·J·科利尔奖（英語：Robert J. Collier Trophy）是美国国家航空协会年度颁发为表彰美国在航空航天领域做出过突出贡献的奖项，该奖项关注领域涉及提升航空航天器性能、效率及安全性。该奖以美国出版家罗伯特·J·科利尔的名字命名，首次颁发于1911年。

## 得主
- 1911 格倫·柯蒂斯
- 1912 格倫·柯蒂斯
- 1913 奥维尔·莱特